# ALL YOU CAN EAT
『ALL YOU CAN EAT』（オール・ユー・キャン・イート）は、日本のロックバンド、BEAT CRUSADERSのアルバムである。

## 概要
インディーズ2ndアルバム
レコーディングはたった5日で完了した。（サンプルCDより）

## 収録曲
全作詞・作曲:Toru Hidaka、全編曲:BEAT CRUSADERS&tinycar
1. GTS (2:07)

- このアルバムの1〜5番の曲はベストクルセイダースに収録されている。

1. JOKER IN THE CROTCH (1:47)
2. WINDOM (2:33)

- PVが制作された。

1. FIRESTARTER (2:58)

- 同名の2ndシングルの曲だがアルバム用に再レコーディングし収録された。シングルバージョンとの違いは、曲の入り方（イントロ）・アウトロが大幅にカットされている点である。現在シングルバージョンはシングルか『LUST CRUSADERS - OTHER SIDE OF BEAT CRUSADERS』で聴くことができる。

1. SAD SYMPHONY (2:10)
2. DELIRIOUS (2:06)
3. BLISTER BLUES (2:23)
4. PONDEROSA (AT THE SPEED OF SOUND) (0:58)

- 1stシングル｢NEVER POP ENOUGH e.p.｣収録のリメイクバージョン。歌詞が追加されている。